# Лома Линда (град, Калифорния)
Лома Линда (на английски: Loma Linda) е град в окръг Сан Бернардино, щата Калифорния, САЩ. Лома Линда е с население от 18681 жители (2000) и обща площ от 19 km². Намира се на 355 m надморска височина. ЗИП кодовете му са 92350, 92354, 92357, а телефонният му код е 909.